# 嗅覺減退
嗅覺減退是指嗅觉遲鈍，鼻子分辨氣味的能力下降。如果鼻子完全無法分辨出氣味，則是嗅觉丧失。2012年，美国境內估计有980万40岁及以上的人患有嗅觉减退症，另有340万人嗅觉丧失或者嗅覺接近完全喪失。 
嗅觉减退可能是帕金森氏症、阿茲海默症以及路易氏體失智症的早期征兆。  終身嗅觉减退可能由卡门氏症候群或自闭症谱系引起。 